# Objetivo de Desenvolvimento Sustentável 5
O Objetivo de Desenvolvimento Sustentável 5 (ODS 5 ou Objetivo Global 5) diz respeito à igualdade de gênero e é o quinto dos 17 Objetivos de Desenvolvimento Sustentável estabelecidos pelas Nações Unidas em 2015. A redação oficial do ODS 5 é "alcançar a igualdade de gênero e empoderar todas as mulheres e meninas". O progresso em direção às metas é medido por indicadores. Os 17 ODS reconhecem que a ação em uma área afetará os resultados em outras e que o desenvolvimento deve equilibrar a sustentabilidade social, econômica e ambiental. Uma abordagem de pensamento sistêmico é a base para a sustentabilidade global.

## Descrição
O Objetivo de Desenvolvimento Sustentável 5 tem nove metas e 14 indicadores. Seis das metas são "orientadas para resultados":
- Acabar com todas as formas de discriminação contra todas as mulheres e meninas em todos os lugares;
- Acabar com a violência e a exploração de mulheres e meninas;
- Eliminação de práticas prejudiciais, como casamento infantil, precoce e forçado e mutilação genital feminina;
- Aumentar o valor dos cuidados não-remunerados e promover responsabilidades domésticas compartilhadas;
- Garantir a plena participação das mulheres na liderança e na tomada de decisões;
- Garantia de acesso aos direitos reprodutivos universais e saúde.[3]

Os três "meios de alcançar" as metas são:
- Promover a igualdade de direitos aos recursos econômicos, propriedade e serviços financeiros para as mulheres;
- Promoção do empoderamento das mulheres por meio da tecnologia;
- Adotar, fortalecer políticas e fazer cumprir a legislação para a igualdade de gênero.[3]

Por meio da promessa de "Não deixar ninguém para trás", os países se comprometeram a acelerar o progresso para os que estão mais para trás, primeiro.
O ODS 5 visa garantir a mulheres e meninas direitos iguais, oportunidades de viver livre sem discriminação, incluindo discriminação no local de trabalho ou qualquer tipo de violência. Visa-se, assim, alcançar a igualdade de gênero e capacitar todas as mulheres e meninas.
A pandemia COVID-19 afetou desproporcionalmente as mulheres. Evidências mostram que houve aumento da violência contra as mulheres durante a epidemia.

## Histórico
Os Objetivos de Desenvolvimento Sustentável são um conjunto de 17 objetivos globais definidos pelas Nações Unidas. Os objetivos gerais estão vinculados, mas cada um tem suas próprias metas a atingir. Os ODS cobrem uma ampla gama de questões de desenvolvimento social e econômico. Isso inclui pobreza, fome, saúde, educação, mudança climática, igualdade de gênero, abastecimento de água, saneamento, energia, urbanização, meio ambiente e justiça social.
Os ODS substituíram os Objetivos de Desenvolvimento do Milênio (ODM). O Documento Final da Cúpula das Nações Unidas sobre a Agenda 2030 é o documento denominado "Transformando nosso mundo: a Agenda 2030 para o Desenvolvimento Sustentável". Inclui uma ênfase na importância de alcançar o progresso em sociedades pacíficas e inclusivas, acesso à justiça e estado de direito e instituições eficazes, responsáveis e inclusivas:
- Proporcionar às mulheres e meninas acesso igual à educação, saúde, trabalho decente e representação nos processos de tomada de decisões políticas e econômicas alimentará economias sustentáveis e beneficiará as sociedades e a humanidade em geral.[3]
- Proporcionar às mulheres e meninas acesso igual à educação, tecnologia, saúde, trabalho decente e representação nos processos de tomada de decisões políticas e econômicas fomentará economias sustentáveis e beneficiará as sociedades e a humanidade em geral.[10]
- Alcançar a igualdade de gênero exigirá legislação aplicável que promova o empoderamento de todas as mulheres e meninas e exige educação secundária para todas as meninas.[11]

As metas exigem o fim da discriminação de gênero e empoderamento de mulheres e meninas por meio da tecnologia, uma vez que existe uma relação direta entre o avanço da tecnologia e o empoderamento das mulheres.